# Maria Janitschek

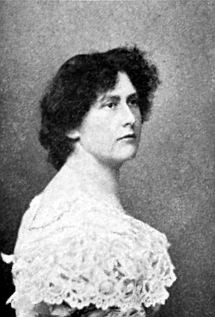
Maria Janitschek 1898.

Maria Janitschek, född Tölk den 22 juli 1859 i Mödling, död den 28 april 1927 i München, var en tysk författarinna, som använde pseudonymen Marius Stein. Hon var gift med konsthistorikern Hubert Janitschek. 
Maria Janitschek författade såväl dikter (Irdische und unirdische Träume 1889, Gesammelte Gedichte 1892) som romaner och noveller (Lichthungrige Leute 1892, Lilienzauber 1895, Ninive 1896, Ins Leben verirrt 1897, Aus Aphroditens Garten 1902, Mimicry 1903 med flera).